# Tráhpuoke
Tráhpuoke är en sjö i Piteå kommun i Norrbotten och ingår i Åbyälvens huvudavrinningsområde. Tráhpuoke ligger i Åbyälven Natura 2000-område. Sjöns area är 0,011 kvadratkilometer och den befinner sig 390 meter över havet.